# Liste des œuvres d'art de La Réunion
Cet article vise à recenser les œuvres d'art dans l'espace public de La Réunion, en France.

## Liste

### Sculptures
| Œuvre                                       | Auteur         | Commune      | Localisation                                    | Notes                                          | Installation | Coordonnées                      | Illustration                                |
| ------------------------------------------- | -------------- | ------------ | ----------------------------------------------- | ---------------------------------------------- | ------------ | -------------------------------- | ------------------------------------------- |
| Le Dolmen                                   | Robert Labor   | Le Tampon    | Lycée Roland-Garros                             |                                                | 1979         | à géolocaliser                   | Le Dolmen                                   |
| Statue de Louis Brunet                      | À déterminer   | Saint-Benoît | À déterminer                                    | Représente Louis Brunet.                       | À déterminer | à géolocaliser                   | Statue de Louis Brunet                      |
| Buste d'Alexandre Robinet de La Serve       | À déterminer   | Saint-Denis  | Palais Rontaunay                                | Représente Alexandre Robinet de La Serve.      | À déterminer | à géolocaliser                   | Buste d'Alexandre Robinet de La Serve       |
| Buste d'Alexis de Villeneuve                | À déterminer   | Saint-Denis  | À déterminer                                    | Représente Alexis de Villeneuve.               | À déterminer | à géolocaliser                   | Buste d'Alexis de Villeneuve                |
| Buste de François Gédéon Bailly de Monthion | À déterminer   | Saint-Denis  | Jardin de l'État                                | Représente François Gédéon Bailly de Monthion. | À déterminer | à géolocaliser                   | Buste de François Gédéon Bailly de Monthion |
| Buste de Joseph Hubert                      | À déterminer   | Saint-Denis  | Jardin de l'État                                | Représente Joseph Hubert.                      | À déterminer | à géolocaliser                   | Buste de Joseph Hubert                      |
| Buste de Leconte de Lisle                   | À déterminer   | Saint-Denis  | Place Leconte-de-Lisle                          | Représente Leconte de Lisle.                   | À déterminer | à géolocaliser                   | Buste de Leconte de Lisle                   |
| Buste de Léon Dierx                         | À déterminer   | Saint-Denis  | À déterminer                                    | Représente Léon Dierx.                         | À déterminer | à géolocaliser                   | Buste de Léon Dierx                         |
| Buste de Pierre Poivre                      | À déterminer   | Saint-Denis  | Jardin de l'État                                | Représente Pierre Poivre.                      | À déterminer | à géolocaliser                   | Buste de Pierre Poivre                      |
| Buste de Théodore Drouhet                   | À déterminer   | Saint-Denis  | Palais Rontaunay                                | Représente Théodore Drouhet.                   | À déterminer | à géolocaliser                   | Buste de Théodore Drouhet                   |
| Buste de Victor Mac-Auliffe                 | À déterminer   | Saint-Denis  | À déterminer                                    | Représente Victor Mac-Auliffe.                 | À déterminer | à géolocaliser                   | Buste de Victor Mac-Auliffe                 |
| Fontaine d'herbe                            | Gilles Clément | Saint-Denis  | Direction des affaires culturelles océan Indien |                                                | 2005         | 20° 53′ 10″ sud, 55° 27′ 04″ est | Image manquante                             |
| Statue de François Mahé de La Bourdonnais   | À déterminer   | Saint-Denis  | À déterminer                                    | Inscrit MH (2000).                             | À déterminer | 20° 52′ 31″ sud, 55° 26′ 48″ est | François Mahé de La Bourdonnais             |
| Holy Land                                   | Kader Attia    | Saint-Denis  | Université de La Réunion                        |                                                | 2009         | 20° 52′ 38″ sud, 55° 26′ 49″ est | Image manquante                             |
| Point d'interrogation                       | Jaume Plensa   | Saint-Denis  | Faculté de droit et d'économie                  |                                                | 1998         | 20° 52′ 40″ sud, 55° 26′ 49″ est | Image manquante                             |
| Statue de Roland Garros                     | À déterminer   | Saint-Denis  | À déterminer                                    | Représente Roland Garros.                      | À déterminer | à géolocaliser                   | Statue de Roland Garros                     |
| This Is the Way You and Me Mesure the World | Saâdane Afif   | Saint-Denis  | Université de La Réunion                        |                                                | 2006         | 20° 52′ 39″ sud, 55° 26′ 49″ est | Image manquante                             |
| Statue de François Césaire de Mahy          | À déterminer   | Saint-Pierre | À déterminer                                    | Représente François Césaire de Mahy.           | À déterminer | à géolocaliser                   | Statue de François Césaire de Mahy          |
| Buste de Louis Braille                      | À déterminer   | Sainte-Marie | À déterminer                                    | Représente Louis Braille.                      | À déterminer | à géolocaliser                   | Buste de Louis Braille                      |
| Statue de Roland Garros                     | Marco Ah Kiem  | Sainte-Marie | À déterminer                                    | Représente Roland Garros.                      | À déterminer | à géolocaliser                   | Statue de Roland Garros                     |

### Fontaines
| Œuvre                 | Auteur       | Commune    | Localisation         | Notes              | Installation | Coordonnées    | Illustration          |
| --------------------- | ------------ | ---------- | -------------------- | ------------------ | ------------ | -------------- | --------------------- |
| Fontaine de la Vierge | À déterminer | Saint-Paul | 66 rue Labourdonnais | Inscrit MH (2010). | À déterminer | à géolocaliser | Fontaine de la Vierge |